# Aboriginevlag

Vlag van de Aborigines sinds 1995

Vlag van Australië met Aboriginevlag die de vlag van het Verenigd Koninkrijk vervangt

De Aboriginevlag is de officiële vlag van de Aborigines. De vlag kreeg in 1995 een officiële status onder de Flags Act 1953, samen met de vlag van de Straat Torres-eilanders, als erkenning van hun status als inheemse volken van Australië. De twee vlaggen worden vaak samen met de Australische nationale vlag gevlogen.
De vlag is aan de bovenzijde zwart. Het zwart symboliseert het volk en de onderkant is rood en symboliseert de aarde. In het midden van de vlag staat een gele cirkel die de zon als bron van het leven verbeeldt.
De Aboriginevlag werd in 1971 ontworpen door de Aboriginalkunstenaar Harold Thomas en werd in juli van dat jaar voor het eerst getoond in Adelaide. Thomas bezat de intellectuele-eigendomsrechten op het ontwerp van de vlag tot januari 2022, toen hij het auteursrecht overdroeg aan de regering van het Gemenebest. De vlag werd ontworpen voor de landrechtenbeweging en werd een symbool voor de Aboriginals in Australië.
Als onderdeel van het vlaggeschil over de Union Jack in de nationale vlag van Australië is er ook een variant voorgesteld waarbij de Aboriginevlag in het kanton van de nationale vlag verschijnt in plaats van de Union Jack. Deze vlag wordt herhaaldelijk gebruikt bij politieke demonstraties of als bumpersticker.